# Upplands runinskrifter 899
Upplands runinskrifter 899 är en runsten som står på västra sidan om gamla vägen mellan Gottsunda och Vårdsätra, cirka sju kilometer söder om Uppsala, i Bondkyrka socken och Ulleråkers härad i Uppland.

## Stenen
Stenens material är grå granit. Den är 1,9 meter hög och 1,45 meter bred. Runhöjden är 6-8 centimeter.
Ristningen, som går i Urnesstil Pr4, skapades sannolikt av runmästaren Fot i tidsskedet mellan 1060 och 1100. Ornamentiken består av ett profilerat rundjur som ringlar ut över stenens mittyta och innesluter ett kristet kors.

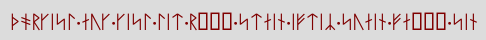
Runslingan på U 899

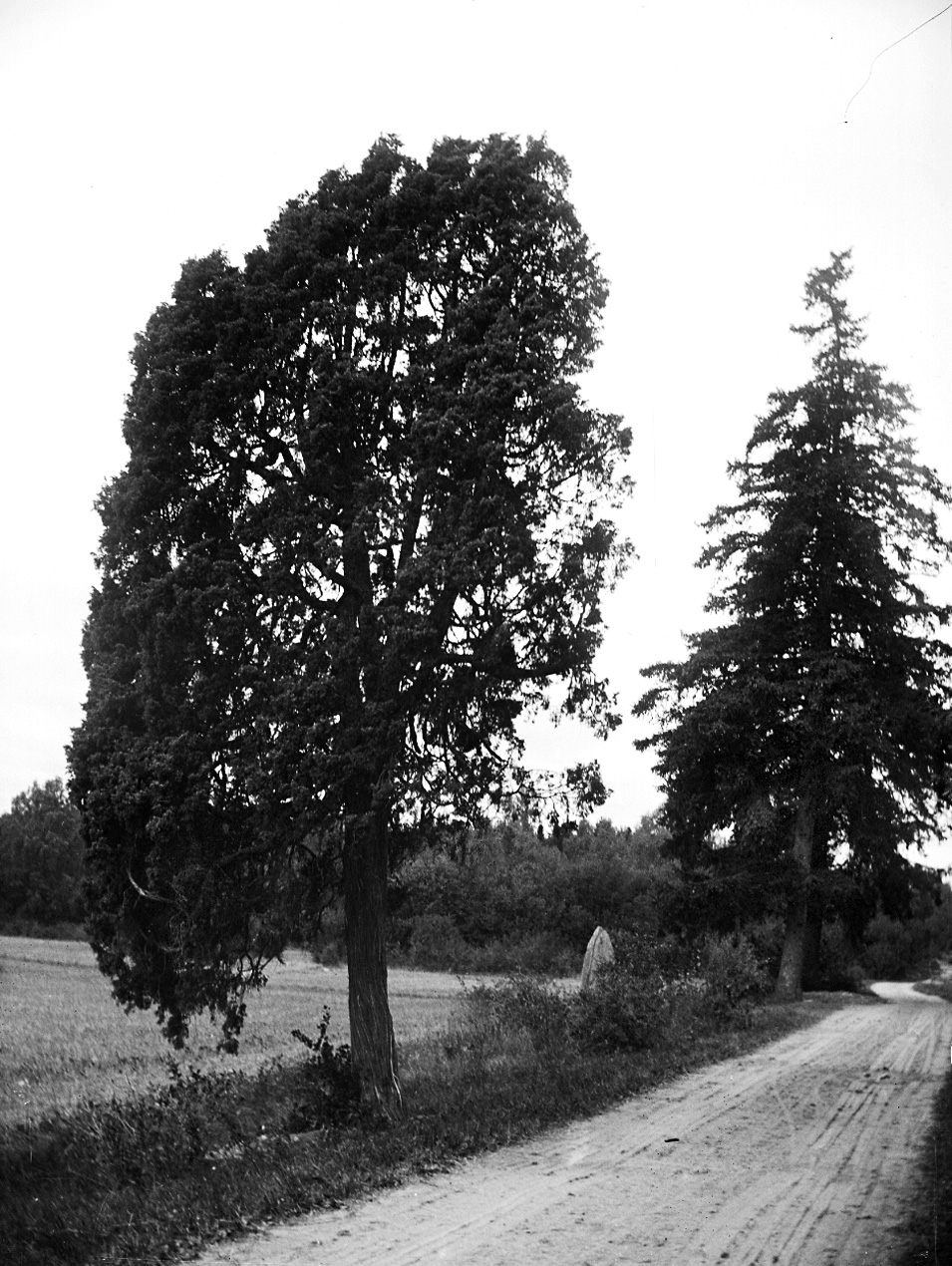
Runstenen ses här till vänster om den gamla vägen.

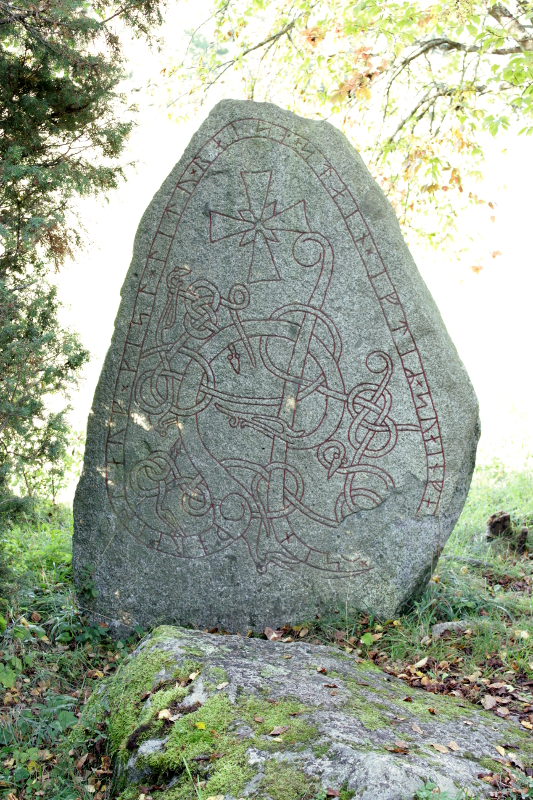
Runstenen år 2015

## Inskriften
Runor:ᚦᚬᚱᚴᛁᛋᛚ᛫ᛅᚢᚴ᛫ᚴᛁᛋᛚ᛫ᛚᛁᛏ᛫ᚱ‍‍‍ (skadat hörn)
ᛋᛏᛅᛁᚾ᛫ᛁᚠᛏᛁᛦ᛫ᛋᚢᛅᛁᚾ᛫ᚠᛅ (skadat hörn):ᛋᛁᚾ
Translitterering av runraden:
þorkisl × auk × kisl × litu × raisa × stain × iftiʀ × suain fa-... × sin
Normalisering till runsvenska:
Þorgisl ok Gisl letu ræisa stæin æftiʀ Svæin, fa[ður] sinn.
Översättning till nusvenska:
Torgisl och Gisl läto resa stenen efter Sven, sin fader.